# 마르코 베르데
마르코 알론소 베르데 알바레스(스페인어: Marco Alonso Verde Álvarez, 2002년 2월 11일~)는 멕시코의 권투 선수이다. 2024년 하계 올림픽에서 웰터급 은메달을 획득했다.

## 개인사
아버지인 마누엘 베르데도 멕시코 국가대표 권투 선수였다.